# Kongregation von Anagni
Die Kongregation von Anagni (lat. Congregatio Sororum Cisterciensium a Caritate) ist eine Kongregation des Zisterzienserordens (OCist). Sie umfasst die in Italien gelegenen Nonnenklöster Kloster Anagni (Latium), Kloster Morgano (Venetien), Kloster Donzella (Emilia-Romagna), Kloster Borgo Podgora (Latium) und das Nonnenkloster Casamari (Latium) sowie das Kloster Claraval in Brasilien und das Kloster Hoima in Uganda.

## Geschichte
Die in Anagni geborene Mystikerin Claudia De Angelis (1675–1715) gründete dort 1709 mit Unterstützung ihres Beichtvaters und späteren Biografen Giovanni Marangoni (1673–1753) und des Bischofs von Anagni ein durch klösterlich lebende Erzieherinnen geführtes Erziehungsinstitut für arme Mädchen (Scuola Pia della Carità per le povere zitelle), das Papst Clemens XI. 1713 unter seinen Schutz nahm. Der angestrebte Anschluss an den Dritten Orden der Dominikaner gelang nicht, wohl aber 1728 mit Hilfe des Kardinals Giacchino Besozzi (1679–1759) die Affiliation als Zisterzienseroblatinnen, und 1748 gewährte Papst Benedikt XIV. dem Institut Titel und Privilegien eines Klosters. Das Monastero della Carità stand in so hohem Ansehen, dass Giuseppe Garibaldi es 1849 unter den Schutz der Republikanerarmee stellte. 1949 wurde das Institut von Bischof Giovanni Battista Piasentini (1899–1987) als Kongregation bischöflichen Rechts eingesetzt mit dem Recht zu Feierlicher Profess und zur Filiation. Von 1949 bis 2010 kam es zu insgesamt zwölf Gründungen (auch in Übersee), die aber nicht alle Bestand hatten. Seit 1968 ist die Kongregation von Anagni Vollmitglied des Zisterzienserordens und seit 1987 eine Einrichtung päpstlichen Rechts. Das Ideal der Kongregation ist nach wie vor die Verbindung von Erziehungsinstitut und Kloster, von Nächstenliebe und pädagogischer Herausforderung.

### Generaloberinnen
- Chiara Fattorini
- Assunta Pistacchi
- Teresa Piergiovanni
- Antonietta Gaeta
- Gabriella Malandruccolo
- Carmela Rostirolla

### Gründungen

#### Italien
- 1949: Morgano
- 1951: Cordignano (ehemalig)
- 1952: Donzella di Porto Tolle
- 1958: Monte Sant’Angelo (ehemalig)
- 1964: Torre Cajetani (ehemalig)
- 1964: Bari (ehemalig)
- 1976: Borgo Podgora, Latina (Latium)
- 1980: Casamari, Veroli
- 2000: Caltanissetta (ehemalig)
- 2010: Vallepietra

#### Außerhalb Italiens
- 1990: Claraval, Minas Gerais, Bistum Guaxupé (Brasilien)
- 1998: Hoima (Uganda)